# Up To Zion
Up To Zion fue el primer álbum de Paul Wilbur como director de Alabanza, grabado en el Midwest Christian Center, en Chicago, Illinois, Estados Unidos en 1991. Es El Proyecto en vivo de la disquera estadounidense de Integrity Music/Hosanna! Music/Sparrow Records. Lanzado a la venta a finales del año 1991. El proyecto tiene varias canciones escritas por Paul Wilbur, entre otros escritores de Integrity Music. Es el proyecto en vivo Nº41 de la disquera. Este proyecto está disponible en español llamado: Celebración En Sión. También tuvo su versión europea grabado con el salmista británico Noel Richards.

## Lista de canciones
1. "I Hear A Sound"
2. "The Day Of The Lord"
3. "It Is Good"
4. "Bless The Lord"
5. "Let Us Rejoice And Be Glad"
6. "Praise The Lord"
7. "Let Us Rejoice And Be Glad (Reprise)"
8. "Ascribe To The Lord"
9. "He Shall Reign"
10. "We Give You Thanks"
11. "By Your Blood"
12. "Worthy Is The Lamb"
13. "Great And Marvelous"
14. "Worthy Is The Lamb (Reprise)"
15. "Who Is Like Thee"
16. "The Song Of Moses"
17. "Come Let Us Go Up To Zion"
18. "Come Let Us Go Up"

- Datos: Q6157253